# Raja Azureen
Raja Dato' Sri Azureen binti Almarhum Sultan Azlan Muhibbuddin Shah Al-Maghfullah (Penang, 9 dicembre 1957) è una principessa malese, figlia maggiore del defunto sultano Azlan Shah di Perak e di sua moglie Tuanku Bainun.

## Biografia
Raja Azureen è nata a Penang il 9 dicembre 1957 ed ha ricevuto l'istruzione primaria al Marion Convent di Ipoh e quella secondaria presso la Bukit Nanas Convent School di Kuala Lumpur. Si è laureata in matematica ed economia presso l'Università di Syracuse. Ha poi continuato gli studi presso la London Business School dove ha ottenuto un master in business administration.
Nel marzo del 2007 è stata nominata presidente del Masterskill College of Nursing and Health di Cheras. Nel luglio dell'anno successivo l'istituto è stato elevato ad ateneo ed ha preso il nome di Masterskill University College of Health Sciences; Raja Azureen ne è diventata prima cancelliere.
È anche presidente della Società nazionale della Malesia per i non udenti, patrona dell'Associazione Equitazione per Disabili in Malesia, patrona degli Amici della Biblioteca Nazionale di Malesia e patrona del Perak Ladies Club a Selangor e nel territorio federale di Kuala Lumpur.
Raja Azureen è sposata con Dato' Sri Muhammad Saleh bin Dato' Muhammad Ismail, un consulente aziendale di banche, ed ha quattro figli, due maschi e due femmine.